# Gours (Żyronda)
Gours – miejscowość i gmina we Francji, w regionie Nowa Akwitania, w departamencie Żyronda.
Według danych na rok 1990 gminę zamieszkiwało 367 osób, a gęstość zaludnienia wynosiła 47 osób/km² (wśród 2290 gmin Akwitanii Gours plasuje się na 822. miejscu pod względem liczby ludności, natomiast pod względem powierzchni na miejscu 1217.).